# Sergio Escudero (ur. 1988)
Sergio Escudero (jap. エスクデロ 競飛王 Esukudero Seruhio; ur. 1 września 1988) – japoński piłkarz występujący na pozycji napastnika. Obecnie występuje w Kyoto Sanga FC.

## Kariera klubowa
Od 2005 roku występował w klubach Urawa Reds, FC Seoul, Jiangsu Sainty i Kyoto Sanga FC.